# Лиророг елен
Лиророгият елен (Rucervus eldii), наричан също таменг, е вид бозайник от семейство Еленови (Cervidae). Видът е застрашен от изчезване.

## Разпространение и местообитание
Разпространен е в Индия, Камбоджа, Китай, Лаос и Мианмар.